# Mert Kaytankaş
Mert Kaytankaş (* 9. März 1980 in Bergama) ist ein türkischer Fußballspieler in Diensten von Nazilli Belediyespor.

## Karriere

### Vereinskarriere
Mert Kaytankaş begann mit dem Vereinsfußball in der Jugend von Bergamaspor. Ab einem bestimmten Alter ermöglichte man ihm mit der Profimannschaft mitzutrainieren. Später involvierte man ihn als Ergänzungsspieler in die Kader der Ligaspiele. So debütierte er für die Profis in einem Ligaspiel am 30. März 1997 gegen Torbalıspor. In der Spielzeit 1997/98 kam er auf acht Ligapartien. Zur nächsten Saison erkämpfte er sich trotz seines jungen Alters einen Platz in der Stammformation und machte 29 Ligaspiele, in denen er drei Treffer erzielte. Zur Saison 1998/99 erhielt dann auch einen Profivertrag und spielte bei Bergamaspor bis zum Ende der Saison 2001/02.
Anschließend spielte er bei diversen Vereinen der dritten und zweiten türkischen Spielklasse. Dabei erreichte er zur Spielzeit 2007/08 mit Karabükspor die Vizemeisterschaft der TFF 2. Lig und damit den direkten Aufstieg in die TFF 1. Lig.
Zur Spielzeit 2009/10 wechselte er zunächst zum Drittligisten Tokatspor. In der Winterpause schloss er sich dem damaligen Ligakonkurrenten Akhisar Belediyespor an, mit dem er in der Spielzeit 2009/10 Vizemeister der TFF 2. Lig wurde und in die TFF 1. Lig aufstieg. In der folgenden Saison 2010/11 erreichte man völlig überraschend die Meisterschaft der TFF 1. Lig und damit den direkten Aufstieg in die Süper Lig. Kaytankaş war in dieser Spielzeit mit 32 Ligaeinsätzen einer der Spieler mit den meisten Einsätzen von Akhisar Belediyespor.
Zur Rückrunde der Spielzeit 2012/13 wechselte er zum Drittligisten Nazilli Belediyespor.

## Erfolge
mit Karabükspor
- 2007/08 Vizemeisterschaft der TFF 2. Lig und Aufstieg in die TFF 1. Lig

mit Akhisar Belediyespor
- 2009/10 Vizemeisterschaft der TFF 2. Lig und Aufstieg in die TFF 1. Lig
- 2011/12 Meisterschaft der TFF 1. Lig und Aufstieg in die Süper Lig